# Cybaeus bulbosus
Espèce
Synonymes
- Cybaeus exlineae Chamberlin & Ivie, 1937

Cybaeus bulbosus est une espèce d'araignées aranéomorphes de la famille des Cybaeidae.

## Distribution
Cette espèce se rencontre aux États-Unis en Idaho, en Oregon et au Washington et au Canada en Colombie-Britannique,,.

## Description
Les femelles mesurent de 7,5 à 8,0 mm.

## Publication originale
- Exline, 1935 : A new species of Cybaeus (Araneae: Agelenidae). Entomological News, vol. 46, p. 285-286 (texte intégral).